# هرگز عاشقت نبودم
«هرگز عاشقت نبودم» (به انگلیسی: I Never Loved You) ترانه‌ای از خوانندهٔ آمریکایی هالزی می‌باشد که در پنجمین آلبوم استودیویی وی تحت عنوان مقلد بزرگ (۲۰۲۴) قرار دارد. این ترانه در ۱۰ اکتبر سال ۲۰۲۴ از سوی کلمبیا رکوردز به‌عنوان چهارمین تک‌آهنگ این آلبوم منتشر گردید.